# Religieuses de l'Eucharistie
Ne doit pas être confondu avec Servantes de l'Eucharistie.
Les Religieuses de l'Eucharistie sont une congrégation religieuse féminine contemplative de droit pontifical vouée à l'adoration du saint sacrement. 

## Histoire
La congrégation est fondée le 5 juillet 1857 à Bruxelles par Anne de Meeûs (1823-1904), fille de Ferdinand de Meeûs, avec la collaboration du prêtre jésuite Jean-Baptiste Boone, sous le nom de religieuses de l'Adoration perpétuelle du Saint-Sacrement afin de pratiquer l'adoration eucharistique jour et nuit.
Le 24 avril 1863, la congrégation reçoit le décret de louange du pape Pie IX. Des fondations sont faites à Gand (1864), Liège (1866), Rotterdam et à Watermael-Boitsfort (1870) où elles construisent leur maison-mère et noviciat.
Leurs constitutions sont définitivement approuvées par le Saint-Siège le 15 mars 1872. Le 11 juillet 1969, l'institut change de nom pour celui de religieuses de l'Eucharistie.

## Activités et diffusion
Les religieuses se consacrent à l'adoration perpétuelle du Saint Sacrement en esprit de réparation ainsi qu'à la collecte de fonds pour aider les églises pauvres. Elles font du catéchisme et donnent des retraites spirituelles pour les jeunes qui se préparent à la première communion et à la confirmation.
Elles sont présentes à Watermael-Boitsfort où se trouve la maison-mère et à Rome avec l'église du Corpus Domini.
En 2017, la congrégation comptait 25 religieuses réparties dans 2 maisons.